# سولفید بیسموت (III)
سولفید بیسموت(III) (به انگلیسی: Bismuth(III) sulfide) با فرمول شیمیایی Bi۲S۳ یک ترکیب شیمیایی است. که جرم مولی آن 514.16 g/mol می‌باشد. شکل ظاهری این ترکیب، پودر قهوه‌ای است.